# Râul Sârbul
Râul Sârbul este un curs de apă, afluent al râului Barcheș. 

## Hărți
- Harta județul Caraș-Severin